# Marengo (departement)

Het door Fransen bezet Italië is aangegeven in lichtrood.

Marengo (1802-1814) was een Frans departement in dat deel van Italië dat de Eerste Franse Republiek geannexeerd had aan haar grondgebied. Het was eveneens deel van het Eerste Franse Keizerrijk onder Napoleon Bonaparte.
De organisatie van het departement Marengo had haar oorsprong in 1801 bij Franse militairen tijdens de Tweede Coalitieoorlog. In deze militaire campagne veroverden zij Noord-Italië op de Oostenrijkers en de Russen. Pas bij de annexatie door Frankrijk in 1802 ontstond het departement officieel.
De hoofdplaats van het departement was de stad Alessandria. De naam van het departement kwam dus niet van deze stad maar van een klein plaatsje in de buurt, Marengo. De reden was de overwinning van napoleontische troepen in de Slag bij Marengo (1800).
Het departement had één prefectuur: Alessandria en twee onderprefecturen: Asti en Casale Monferrato. 
Thans komt het gebied van het departement overeen met de Italiaanse provincies Alessandria en Asti.